# Opernfestspiele Arena di Verona

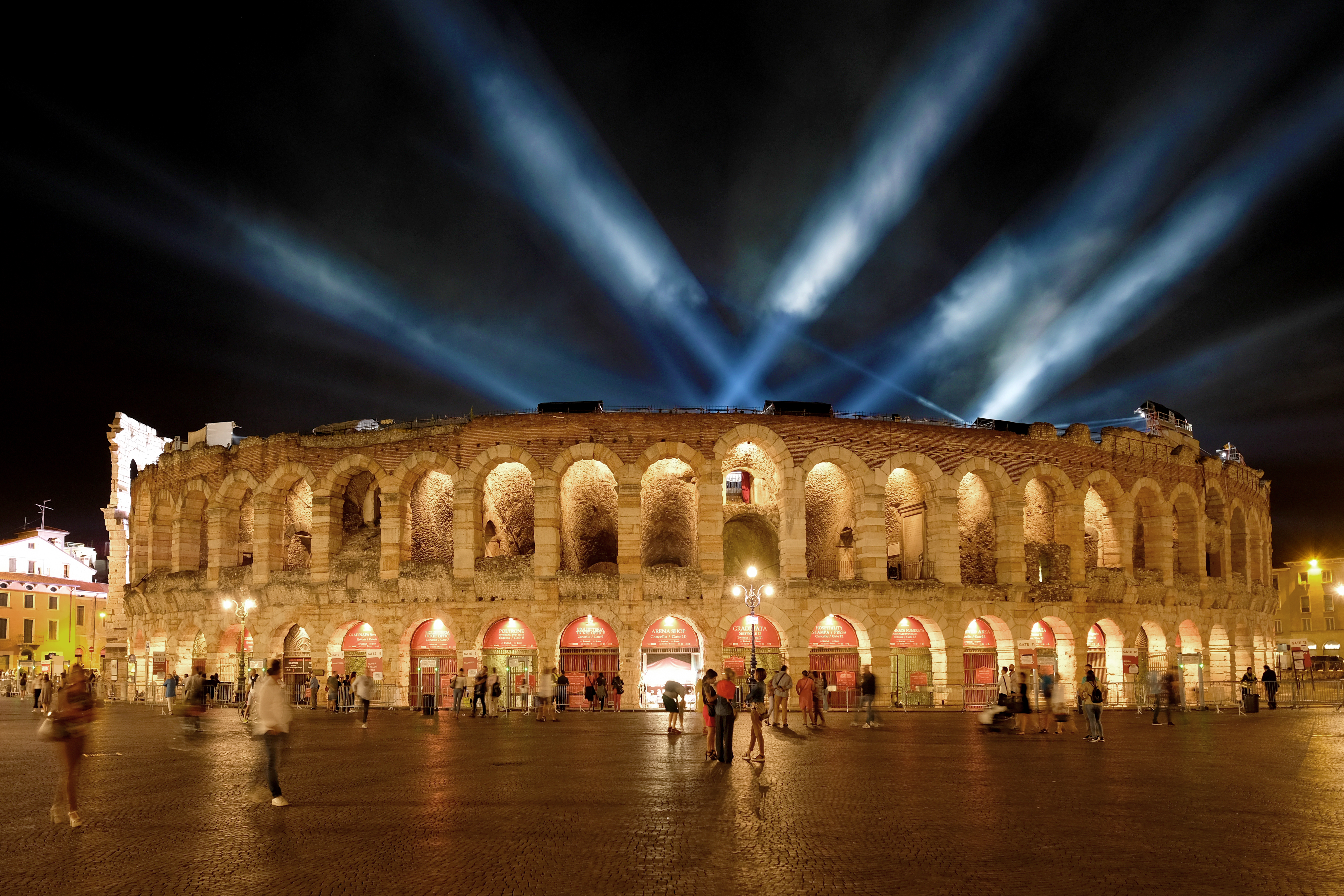
Arena von Verona bei Nacht

Die Opernfestspiele in der Arena di Verona (italienisch: Arena di Verona Opera Festival, Festival Lirico all’Arena di Verona) sind ein alljährlich stattfindendes Opernfestival in der Arena von Verona.

## Geschichte
1913 wurden in der Arena die ersten Opern zu Ehren des 100. Geburtstags von Giuseppe Verdi aufgeführt. Dies gab den Anstoß für die ab 1919 jährlich wiederholten Festspiele. 1936 wurde mit dem Ente Autonomo Spettacoli Lirici Arena di Verona („Autonome Organisation für lyrische Aufführungen der Arena von Verona“) eine feste Veranstalterorganisation gegründet. 1998 folgte die Umwandlung in die private Stiftung Fondazione Arena di Verona.

## Opernaufführungen
Zwischen 1947 und 1954 trat Maria Callas mehrfach in der Arena auf, nachdem sie mit Ponchiellis La Gioconda einen Erfolg gefeiert hatte. 2019 trat Anna Netrebko in einer Inszenierung von Il trovatore von Franco Zeffirelli auf.
Meist werden beim Publikum beliebte Stücke des Opernkanons gezeigt. Vor allem hat Verdis Oper Aida, die bereits zur Eröffnung der Festspiele 1913 gespielt wurde, einen festen Platz im Programm, sodass die Arena auch als „Aida-Hochburg“ bezeichnet wird. Die Inszenierungen sind ästhetisch oft konservativ gehalten, zeichnen sich jedoch durch den Prunk großer Bühnenbildelemente, Massenszenen und das Auftreten von lebenden Tieren aus.
Auch Tanzaufführungen und klassische Konzerte finden in der Arena statt. Seit 1976 dient das Teatro Filarmonico als zweite Spielstätte für ergänzendes Programm.